# 꽃의 생애
《꽃의 생애》(일본어: 花の生涯 하나노쇼우가이[*])는 후나하시 세이치가 1952년부터 1953년 마이니치 신문에 기고한 역사소설로 에도 막부의 대로이자 히코네번의 당주로 활약한 이이 나오스케의 생애를 다루고 있다. 1953년 쇼치쿠에서 영화화, 1963년에 NHK 대하드라마의 첫편으로 드라마화되었다. 